# Лукашкин-Ярське сільське поселення
Лука́шкин-Я́рське сільське поселення (рос. Лукашкин-Ярское сельское поселение) — сільське поселення у складі Александровського району Томської області Росії.
Адміністративний центр — село Лукашкин Яр.
Населення сільського поселення становить 368 осіб (2019; 413 у 2010, 633 у 2002).

## Склад
До складу сільського поселення входять:
| Населений пункт     | Населення, осіб (2002) | Населення, осіб (2010) |
| ------------------- | ---------------------- | ---------------------- |
| Лукашкин Яр, село   | 566                    | 413                    |
| Тополевка, присілок | 67                     | 0                      |